# Маттія Аверса
Маттія Аверса (італ. Mattia Aversa, 23 липня 1986) — італійський плавець.
Учасник Олімпійських Ігор 2008 року.